# Onthophagus picturatus
Onthophagus picturatus är en skalbaggsart som beskrevs av D'orbigny 1908. Onthophagus picturatus ingår i släktet Onthophagus och familjen bladhorningar. Inga underarter finns listade i Catalogue of Life.